# Cuibul Prințesei

Carte poştală ilustrată Cuibul Prinţesei - Sinaia

Cuibul Prințesei a fost o căbănuță din lemn, construită în 1898, în pădurea de lângă Castelul Peleș din Sinaia, la înălțimea de 8 m de la sol, între niște brazi falnici, la cererea viitoarei regine Maria a României pe când aceasta avea 21 de ani și era încă principesă de coroană.
La cererea unchiului său, regele Carol I al României, principesa a organizat acolo ceaiuri pentru oaspeții pe care regele îi considera mai pretențioși. Printre care cei mai importanți oaspeți au fost surorile Mariei, prințesele Victoria Melita, Alexandra, Beatrice, fratele principesei, Alfred de Edinburgh, marii duci ai Rusiei Boris și Andrei, Ferdinand I al Bulgariei cu soția sa Maria-Louisa, arhiducele Franz Ferdinand al Austriei și Sofia Chotek, Charlotte și Bernhard von Meiningen, feldmareșalul von Beck. Vizitatorii cuibului, denumit și Juniperus, își înscriau numele în cartea de oaspeți.
Sub titlul „Ceaiul dela Cuibul prințesei”, în ziarul Tribuna de vineri 3/16 iulie 1909, publicat la Arad, apărea următoarea relatare:
La orele 5 după amiază membrii familiei regale archiducele Francisc Ferdinand, și soția sa, prințesa Sofia de Hohenberg, au venit la Cuibul prințesei unde au luat ceaiul. N’au fost învitați la acest ceai decât principele și principesa Schdnberg Hartenstein, suita archiducelui și d-na și d. prim ministru I. Brătianu. Ceaiul a durat o oră.
Pentru a construi „cuibul”, prințesa Maria a fost ajutată de sora ei Victoria Melita, poreclită Ducky, care era căsatorită cu Marele Duce Ernst Ludwig de Hessa.
O rețea din grinzi din lemn de 15/22 cm cu lungimi între 5 și 12 metri unea șase brazi, pentru a susține podeaua. Pentru pereți s-au folosit bârne semicirculare din trunchiuri de copaci descojite, îmbinate la capete în „coadă de rândunică”. Acoperișul din șindrilă era străpuns de arborii de susținere și de coșul de fum al micii bucătării. Bucătăria era prevăzută cu tot ce este necesar pentru a pregăti feluri de mâncare simple și făcut ceaiul. Salonul era mobilat atractiv, cu cărți din abundență pe rafturi, materiale de desenat și pictat, etc., care puteau fi găsite întotdeauna acolo.
În biografia sa, intitulată „Povestea vieții mele”, regina Maria descria astfel acest „cuib”:
Era alcătuită din trei încăperi, un balcon larg și o galerie care se întindea de-a lungul unei laturi, străjuind o mare înălțime… La această priveliște se ajungea prin intermediul unei scări adăpostite într’un turn de lemn copiat după clopotnițele noastre țărănești, iar între turn și casă a fost construită o punte mobilă care ducea spre înaltul meu refugiu; atunci când a fost terminată, mă aflam într’o fortăreață și puteam sfida lumea de jos.
Realizarea practică i-a fost încredințată arhitectului regal, André Lecomte du Noüy, ajutat de Karel Líman, arhitectul castelului Peleș. Întreaga construcție a fost terminată în patru luni, inaugurarea făcându-se în iulie 1898. Construcția a rezistat până după Primul Război Mondial, când s-a prăbușit în timpul unei furtuni violente.